# Radionavegació
La radionavegació, també anomenada radioajuda, és el conjunt de senyals radioelèctrics, generalment generats en instal·lacions terrestres i rebuts a bord, que permeten a l'aeronau guiar-se. La radionavegació és un dels 3 tipus existents d'ajudes a la navegació.

## Sistemes de radionavegació
Depenent de la informació transmesa a l'aeronau, els sistemes de radionavegació es poden dividir en:
- Punt fix (NDB)
- Direccional-Azimutal (VOR/ILS-LLZ)
- Telemetria (DME)
- Elevació-zenital (ILS-GP)